# Jan Soetens
 (août 2022).
Si vous disposez d'ouvrages ou d'articles de référence ou si vous connaissez des sites web de qualité traitant du thème abordé ici, merci de compléter l'article en donnant les références utiles à sa vérifiabilité et en les liant à la section « Notes et références ».
Pour les articles homonymes, voir Soetens.
Jan Soetens (né le 7 janvier 1984 à Grammont dans la province de Flandre-Orientale en Belgique) est un coureur cycliste professionnel belge.

## Palmarès
- 2001-2002
  - Cyclo-cross d'Asper-Gavere juniors
  - 3e du championnat de Belgique de cyclo-cross
- 2004-2005
  -  Champion de Belgique de cyclo-cross espoirs
  - Grand Prix Sven Nys espoirs
  -  Médaillé de bronze du championnat d'Europe de cyclo-cross espoirs
- 2007-2008
  -  Champion de Belgique de cyclo-cross des sans-contrats